# Emuro
Emuro is een historisch merk van motorfietsen.
De bedrijfsnaamwas Emuro Mfg. Company, Tokio.
Dit was een Japanse fabriek die in 1953 begon met de bouw van tweetakten met 98- tot 248 cc motoren. De productie werd tussen 1956 en 1960 weer beëindigd.